# جون واين بار
جون واين بار (بالإنجليزية: John Wayne Parr)‏ (25 مايو 1976 - ) هو ملاكم تايلندي وملاكم كيك بوكسينغ وملاكم أسترالي.

## روابط خارجية
- جون واين بار على موقع IMDb (الإنجليزية)
- جون واين بار على موقع قاعدة بيانات الفيلم (الإنجليزية)
- جون واين بار على موقع بوكس ريك (الإنجليزية) (registration required)
- جون واين بار على موقع شيردوغ (الإنجليزية)